# Château de Rossan
Le château de Rossan est situé sur la commune de Davayé en Saône-et-Loire, en bas de pente.

## Description

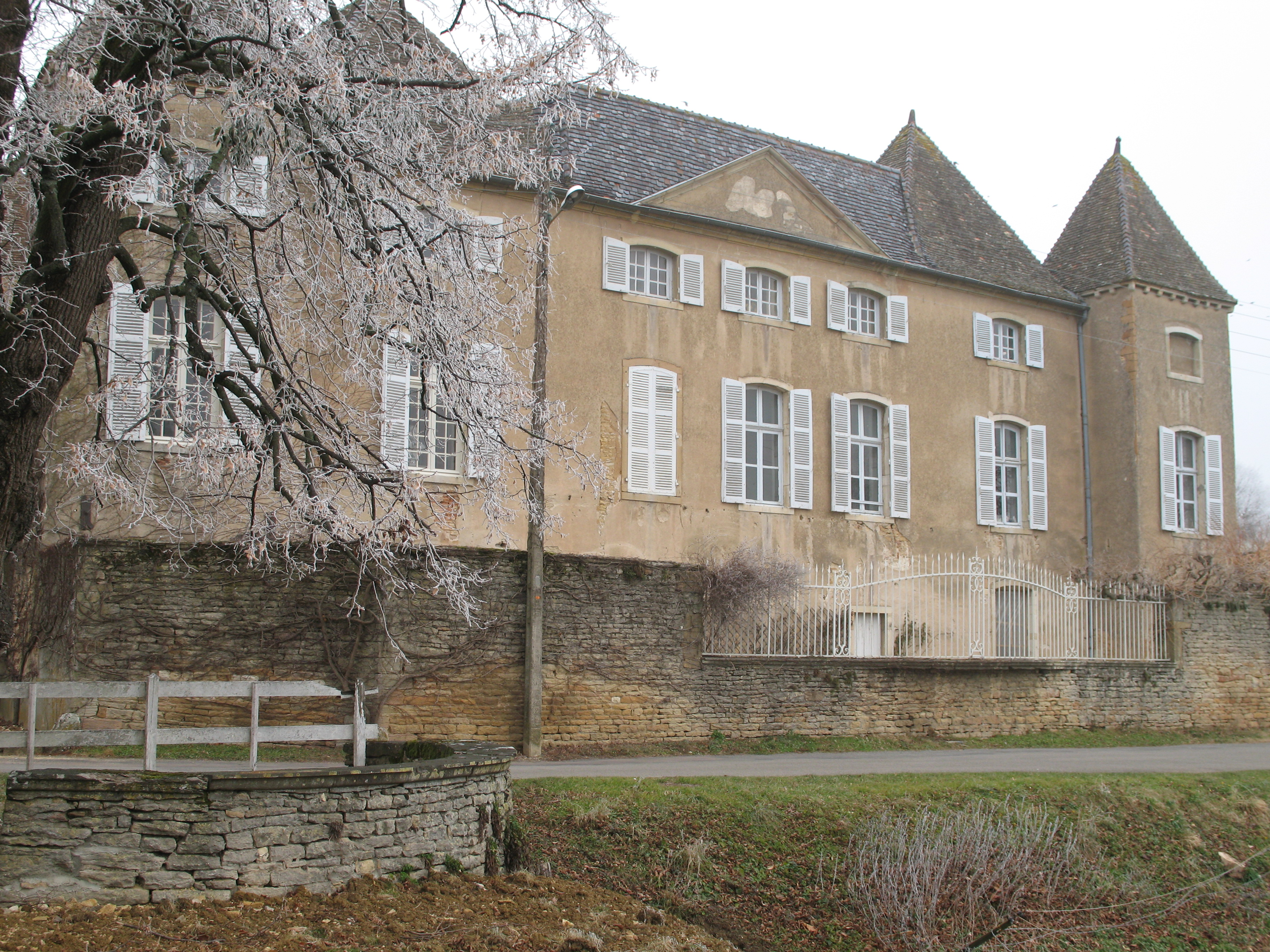
Château de Rossan - La façade sud

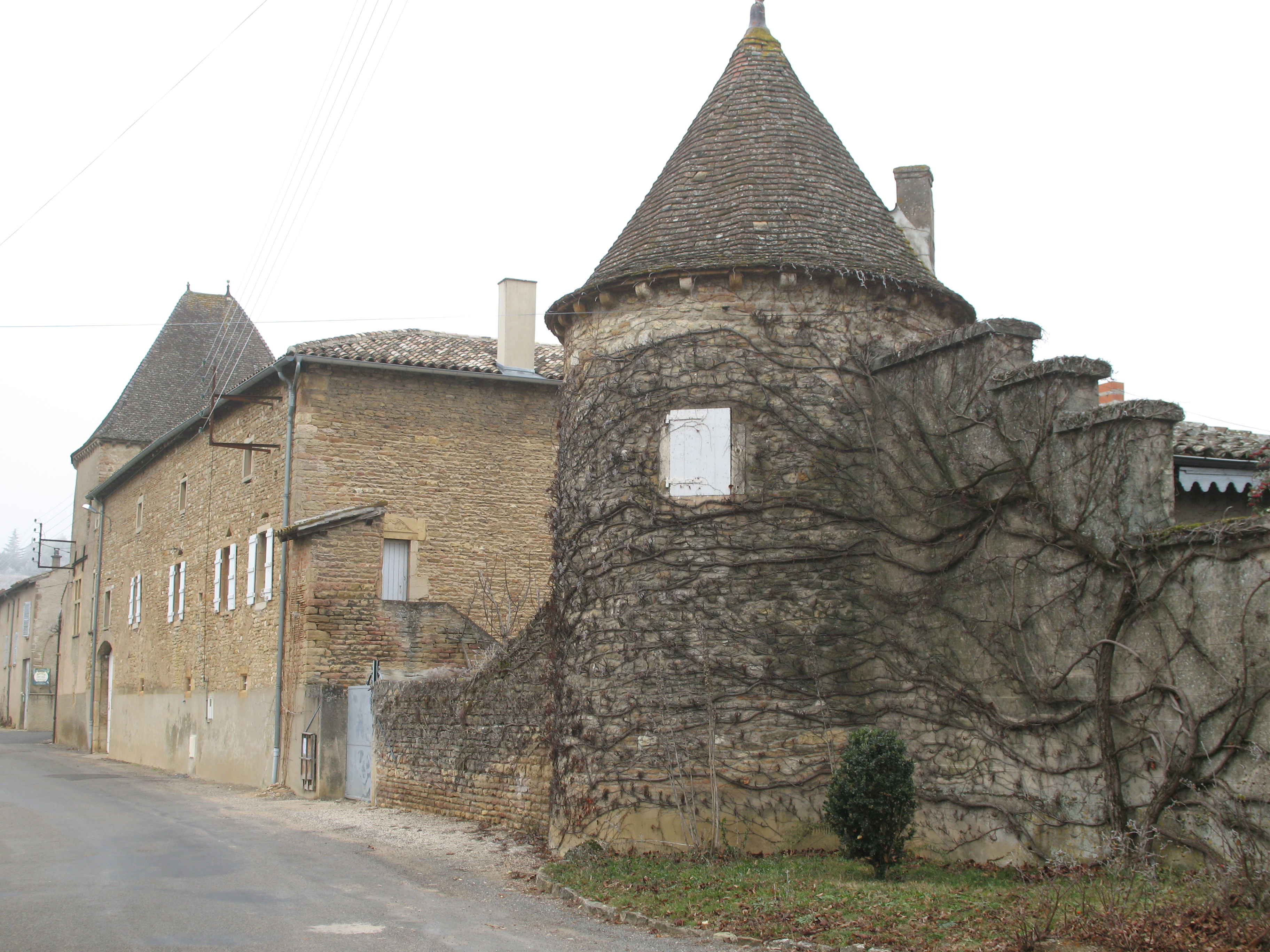
Château de Rossan - Tour d'angle carrée, long bâtiment et tour circulaire

Précédé d'une vaste basse cour dont il subsiste une grosse tour d'angle carrée à fenêtre à meneau et croisillon, un long bâtiment rectangulaire et une petite tour circulaire, le château est de plan rectangulaire formé de quatre corps principaux et cantonné de tours carrées. Les tours qui flanquent la façade nord, appuyée au coteau, sont plus trapues et coiffées de toits moins aigus que celles qui flanquent la façade sud, remaniée au XVIIIe siècle de façon à composer un ensemble comprenant un corps central, couronné d'un fronton, entre deux pavillons. Les bâtiments s'ordonnent autour d'une cour centrale qu'un passage voûté d'arêtes relie au tinailler. L'aile sud renferme un escalier à vis du XVe siècle, une pierre portant la date de 1630 et un cadran solaire celle de 1753. Au centre de la façade ouest, deux petites portes donnent accès à un vestibule au nord duquel s'élève un escalier tournant à trois volées droites, à rampe en fer forgé. Un portail en plein cintre en bossages à pointe de diamant, situé entre le château et sa basse cour, a été abattu en 1902.
À l'est, des jardins à la française avaient été aménagés sur une vaste terrasse depuis longtemps plantée de vignes.
Le château, propriété privée, ne se visite pas.

## Historique
- XIVe siècle : le château est le centre de la châtellenie royale de Davayé qui regroupe les paroisses de Charnay, Saint-Léger et Vergisson
- 1522 : la châtellenie est engagée à Hector de Primbois, seigneur d'Escole
- 1547 : un nouvel engagement met le château entre les mains de Jean de Mouton
- 1555 : la terre entre dans le domaine royal
- 1595 : le bien est adjugé à Jean de Chandon, premier président à la Cour des aides de Paris
- 1642 : Jean de Macet acquiert la propriété des créanciers du dernier des Chandon, Hugues, chanoine de Mâcon, qui avait entrepris la reconstruction du château qui sera achevée par les Macet
- 1713 : Jean de Macet vend le domaine à Pierre Desvignes de Davayé, maire de Mâcon, seigneur de La Cerve et futur seigneur de Davayé

- 1788 : Décès de Pierre Desvignes de Davayé.

Son fils Abel, né en 1765, maire de Mâcon de 1815 à 1830, député au Conseil général de Saône-et-Loire  devient propriétaire de Rossan. Il aura une fille Louise en 1804, et deux fils :
Abel, Louis, Alexandre né en 1808 et Antoine, Alphonse, Marie né en 1809, tous deux à Mâcon.
- 1833 : A la mort du père à cette date, le fils aîné, Alexandre Desvignes de Davayé, hérite du château de Davayé et se marie, déjà âgé (le 2 mars 1859 à Lyon), avec sa gouvernante, Claudine Rivoire, dont il n’a pas d’enfant.

Le cadet, Alphonse Desvignes de Davayé, veuf de Philiberte Louise Cellard du Sordet, avait eu un fils mort à l’âge de 14 ans.
Il épouse en secondes noces Françoise Chaumont (1827-1921) dont il a quatre enfants :
1. Jules Desvignes de Davayé, né en 1851. Sorti de Saint-Cyr sous‑lieutenant au troisième régiment de Dragons, promotion "Alsace-Lorraine" (1872-1873), il se noie accidentellement dans la Loire le 29 mars 1874 [2] (sans descendance).

Puis trois filles : 
2. Marie, née en 1853, épouse un Brunet,
3. Marguerite, née en 1857, épouse un Bastide,
4. Juliette, née en 1859, épouse un Amic.
Descendance chez chacune d’entre-elles.
Alphonse Desvignes de Davayé, leur père, meurt du typhus en son hôtel transformé en hôpital, rue de la Barre en 1871, en soignant les blessés lors de la guerre de soixante-dix.
- 1880 : fin de la possession du château par les descendants Desvignes de Davayé (cousins des Lamartine) auxquels on doit la façade sud, le grand escalier et le décor intérieur, en particulier les boiseries du salon. Le propriétaire de Rossan, Alexandre Desvignes de Davayé, meurt sans descendance. Son frère cadet, Alphonse, étant déjà décédé, il légue le château et ses dépendances à une nièce de sa femme (morte en 1874), mariée à M. Michon Targe qui en devient le propriétaire[3].

Les filles d'Antoine Alphonse de Davayé ne conservèrent que le petit château de Montaigre sur la commune voisine d'Azé où elles se retirèrent, et l'hôtel particulier de la rue de la Barre à Mâcon.